# Salticus rufolineatus
Salticus rufolineatus är en spindelart som beskrevs av Lucas 1846. Salticus rufolineatus ingår i släktet Salticus och familjen hoppspindlar. Inga underarter finns listade i Catalogue of Life.